# Technique et Science de l'Ingénieur
Pour les articles homonymes, voir TSI.
Technologie et sciences de l'Ingénieur (abrégé en TSI) est une voie d'orientation d'étude après un Baccalauréat technologique, en France, en Tunisie et au Maroc.
Ce sont des classes préparatoires aux grandes écoles, fonctionnant de la même manière que les classes prépas classiques destinées aux bacheliers S option SVT (Sciences de la Vie et de la Terre) ou SI (Sciences de l’Ingénieur).
Les études durent 2 ans : 1re année : maths sup TSI 1 et 2e année : maths spé TSI 2 ; (et pour renforcer ses résultats, il est possible de refaire une deuxième année (5/2)).
À l'issue de ces deux années, il y a les concours d'entrée aux écoles d'ingénieurs. La durée des études dans ces écoles est de 3 ans.
Les épreuves des concours sont souvent spécifiques aux étudiants TSI, ainsi les élèves ne sont pas en concurrence directe avec les autres prépas (MP, PC, PSI, PT) destinées aux bacheliers S ; de plus, des places aux entrées des écoles sont réservées aux étudiants de la filière TSI. Il y a deux principaux concours:
- Centrale-Supélec/Mines-Ponts-X/ENSAM dont les épreuves écrites sont regroupées
- CCP/ENS Paris-Saclay dont les épreuves écrites sont regroupées

La classe de TSI est ouverte aux bacheliers suivants :
- Baccalauréat sciences et technologies industrielles option :
  - Génie électronique
  - Génie électrotechnique
  - Génie mécanique
  - Génie des matériaux
  - Génie civil
  - Génie énergétique
  - Génie optique

- Baccalauréat sciences et technologies de laboratoire option :
  - Physique de laboratoire

## Historique
Ces classes ont été créées en 1977 par Lionel Stoléru, Secrétaire d'État auprès du Ministre du Travail, afin de permettre aux élèves ayant un baccalauréat technologique d'accéder aux Grandes écoles d'ingénieurs au même titre que les bacheliers scientifiques. Le souhait du gouvernement de l'époque était de promouvoir l'enseignement technique et de ne plus le limiter à des diplômes de type bac+2.
L'ancienne dénomination de ces classes étaient TA avant de se voir libellé TSI en 1995 (application à la rentrée 1995).

### Matières
Les matières principales: (composée de cours, TD et de TP)
- Mathématiques
- Physique-Chimie
- Génie mécanique
- Génie électrique
- Anglais
- Français - Philosophie

Liens vers le programme officiel de la CPGE TSI1:
- Mathématiques
- Physique-Chimie
- Génie électrique
- Génie mécanique
- Informatique
- Français-Philosophie
- Mathématiques
- Langues Vivantes
- EPS

Liens vers le programme officiel de la CPGE TSI2:
- Mathématiques
- Physique-Chimie
- Génie électrique
- Génie mécanique
- Informatique
- Français-Philosophie
- Mathématiques
- Langues Vivantes
- EPS

### Emploi du temps
L'emploi du temps hebdomadaire comporte:
- Mathématiques: 10h
- Physique-Chimie: 8h
- Génie mécanique: 3h30
- Génie électrique: 3h30
- Français - Philosophie: 2h
- Anglais: 2h
- EPS: 2h, parfois facultatif
- Informatique: 1h, (nombre d'heures assez différent selon les lycées)

Il faut ajouter à cela 2 à 4h de khôlles par semaine suivant ce schéma (exemple du Lycée Raspail, Paris 14):
- Mathématiques: 1h par semaine
- Anglais, physique-chimie: 1h une semaine sur deux
- Genie électrique, génie mécanique: 1h toutes les quatre semaines
- Français: 1h par trimestre